# Dialogue entre un homme et son Dieu
Le Dialogue entre un homme et son Dieu est le premier texte connu à répondre à la question de savoir pourquoi un dieu permet le mal, ou théodicée, une réflexion sur la souffrance humaine. Il s'agit d'un morceau de littérature de sagesse existant sur une seule tablette cunéiforme en argile écrite en akkadien et attribuée à Kalbanum, sur la dernière ligne, un individu par ailleurs inconnu. Il est daté de la dernière partie de la période paléo-babylonienne, autour du règne d'Ammi-Ditana (règne de 1683 à 1640 av. J.-C.) selon Lambert, et est actuellement conservé au musée du Louvre, numéro d'accession AO 4462. Sa provenance est inconnue car elle a été achetée à un antiquaire par le Musée en 1906. Il partage une grande partie de son style avec une œuvre sumérienne antérieure, « L’Homme et son Dieu », une prière pénitentielle de la période d’ Ur III.

## Le texte
Avec soixante-neuf vers disposés en dix strophes, chacune séparée par une ligne horizontale, l'œuvre est structurée autour d'un dialogue entre deux personnes, dont l'une a perdu la faveur de son seigneur et de son dieu personnel, ce qui entraîne une intense souffrance due à une maladie non divulguée. Le texte est difficile et fragmentaire, surtout au milieu, ce qui suscite un débat parmi les chercheurs sur sa signification et son objectif,. La première ligne a été rendue ainsi : « un homme pleure un ami de son dieu » ou, alternativement, « un jeune homme implorait son dieu comme un ami »:77.
Il clame son innocence : « Je ne connais pas le mal que j’ai fait ! » et tient son dieu responsable de son état. Il continue sa lamentation et crie pour la délivrance dans la prière d'un souffrant. À la fin, le texte passe à un narrateur à la troisième personne qui raconte que les supplications de l'homme ne sont pas restées sans réponse et que son dieu a répondu à ses supplications en le délivrant de ses afflictions, à la condition que « tu ne dois jamais jusqu'à la fin des temps oublier [ton] dieu », un dispositif de cadrage de « fin heureuse » qui apparaît également dans d'autres œuvres de ce genre.

### Traduction
| Ligne             | Akkadien (romanisé)                                                                   | Traduction                                                                                        |
| Première strophe  | Première strophe                                                                      | Première strophe                                                                                  |
| ----------------- | ------------------------------------------------------------------------------------- | ------------------------------------------------------------------------------------------------- |
| 1                 | et,-lu-um ru-i-isz a-na i-li-szu i-ba-ak-ki u2-te-ne-en-ne-en iq-[bi? …] szu          | Un jeune homme pleurait à son dieu comme à un ami, priant constamment, il [...] son [...]         |
| 2                 | ha-mi-it, li-ib-bu-usz du-ul-la-szu ma-ru-is,!?-ma                                    | Son cœur était en feu, son travail pénible.                                                       |
| 3                 | i-ta-a'-da-ar ka-ba-at-ta-szu i-ni-in-hi                                              | Son foie souffrait de ses souffrances.                                                            |
| 4                 | i-ni-isz-ma ik-ta-mi-us i-pa-al-si20-ih                                               | Il est courbé dans la souffrance, il est prostré.                                                 |
| 5                 | ik-pi2-us,!?-ma um-ma du-ul-la-szu ba-ka-i-isz iq-ra-ab                               | Son travail est devenu trop lourd pour lui, il s'est approché pour pleurer.                       |
| 6                 | ki-ma bu-ri-im pa-ar-si-im ša i-me-ri i-na-ag-ga-ag                                   | Il brait comme le poulain sevré d'un âne,                                                         |
| 7                 | iš-ta-pu ma-ha-ar i-li-[im] reši-[…]-šu                                               | Il s'est fait entendre haut et fort en présence du dieu, son chef,                                |
| 8                 | ri-mu-um pu-šu-u2 la-al-la-ra-ma ri-gi-im-[š]                                         | Un taureau est son discours, [sa] voix est celle de deux gémisseurs,                              |
| 9                 | be-li-iš-šu qu2-ba-am ub-ba-la ša-ap-ta-aš-[šu]                                       | Ses lèvres portent une complainte à son seigneur.                                                 |
| Deuxième strophe  |                                                                                       |                                                                                                   |
| 10                | be-li-iš-šu du-ul-li ih-bu-tu i-ma-an-nu                                              | Il raconte à son seigneur les peines qu'il a endurées,                                            |
| 11                | in-hu i-na-hu-u2 i-pa-aš-ša-ar et,-lu-um                                              | L'homme explique la souffrance qu'il endure :                                                     |
| 12                | be-li-am-ta-al-ka-am-ma i-na ka-ba-at-ti-ia                                           | « Monseigneur, j'ai réfléchi dans mes rênes,                                                      |
| 13                | […] i li-ib-bim še-et, i-pu-šu la i-di                                                | [...] dans [mon] cœur. Je ne sais pas quel péché j'ai commis.                                     |
| 14                | […] an-zi-il-la-ka a-na-ku ik-ki-ba-am le-em-na-ma am-ma-[…] ar                       | Ai-je [mangé] un très mauvais fruit défendu ?                                                     |
| 15                | u2-ul da-[a]-gi-il a-hu [a]-hi-iš-šu ka-ar-s,i2 ib-ri-im ib-ra-šu la a-ki-il          | Est-ce qu'un frère regarde son frère de haut ?                                                    |
| 16                | u2-ul […] an-ni […] na šu ša-ap-li-ka be-lu bi-it ri-a-ši-im                          | [...] n'a pas [...] moi, [...] sous toi, le seigneur de la maison de réjouissance [...]           |
| Troisième strophe |                                                                                       |                                                                                                   |
| 17                | ši-mi-[…] pi […] ra-na-ba-iz-za be-lu mi-ša-ri mu-[ši?-im?]                           | [...] il est là pour moi, le Seigneur de la justice qui décrète [...]                             |
| 18                | […] i […] am-ma li-ib-ba-šu na-as-qu2-um li                                           | [...] que son choix soit intelligent [...]                                                        |
| 19                | […] i […] ra-ma-an-šu us,-s,u2-ra a-na                                                | [...] pour se protéger [...]                                                                      |
| 20                | […] tu […]-ni-tu-a ti-ib-ta                                                           | [...] mon [...]                                                                                   |
| 21                | […]-še ša ku-[… tu]-ul-li-da-an-ni u3 be-[…]                                          | [...] [tu] m'as engendré et [...]                                                                 |
| Quatrième strophe |                                                                                       |                                                                                                   |
| 22                | [...] x-ar a-ta-szu-x [...]                                                           | [...] Je me suis senti en détresse [...]                                                          |
| 23                | [...] ki-ma sza x pa?-[...] ri-sze-pi2 x...                                           | [...] comme/quand [...]                                                                           |
| 24                | UR? x iq-ta-ti ka-ba-at-ti szi? ma x […] da?-ar U4-mi-ia                              | Mon esprit a pris fin, [...] de mes jours.                                                        |
| 25                | [isz-tu s,]e-eh,2-re-ku a-di ra-bi-ya-ku ur-ri im-ma-ti mu-[…]                        | [De] mon enfance à ma maturité, les jours se sont allongés                                        |
| 26                | [im-ma]-ti ma-la tu-da-mi-qa2-an-ni-ma ma-la tur-tab-ba […] la am-szi                 | ?                                                                                                 |
| Cinquième strophe |                                                                                       |                                                                                                   |
| 27                | i-na x du-um-qi2 tu-ka-al-li-ma lu-um-na be-li-ma x tu-sza-an-me-er iq-[qi2]-ib-bi    | En [...] par grâce tu m'as montré le mal, mon seigneur, tu as causé [...] ce sera dit.            |
| 28                | ru-ub-bu mu-usz-qi2 sze-pi2-isz wa-ta-ti-ma me-eh,2-s,e-tim […] ma-h,i-ia             | Mon malheur s'est accru, il s'est attaché à [mes] pieds, [il m'a infligé] des coups.              |
| 29                | pi2ya-am-ma at-ta tu-ma-ar-ri-ra-am da-an-ni-isz […] x-tu-szu i-wi da-da-ar-szu       | Tu me rends la bouche (remplie de nourriture) amère, son [...] est devenu comme une herbe puante. |
| 30                | […] tu-ur2-ri-x ta-ad-lu-uh,-ma-mi pi2-isz-ri […]-wi-ir isz-tu s,e2-eh,-re-ku         | Tu as [...], tu as troublé l'eau, [...] depuis mon enfance.                                       |
| 31                | […] x-le-et sza-di-i asz-x-mu lu-u2 mu-ri-da la i-szu-ni                              | [...] le flanc de la montagne, [...] la montée n'a pas de descente.                               |
| Sixième strophe   |                                                                                       |                                                                                                   |
| 32                | […] x ta-ka-qa2-ar-szu tu-szu-mi-da sze-pi2-ia                                        | [...] tu as posé mes pieds sur la terre.                                                          |
| 33                | […] x-asz-szi-sza-e-li tu-sza-az-ni-in a-ta                                           | [...] tu as fait supporter, tu as fait mon [...] prends soin de moi.                              |
| 34                | […] tu-sza-am-li                                                                      | [...] tu as rempli.                                                                               |
| 35                | […] pi2-sza-tim ta-ag-ru-un                                                           | [...] tu as accumulé.                                                                             |
| 36                | […] bi-ti-ia a-bi mu-ti ki-im-ti-ia                                                   | [...] de ma maison, mon père, l'homme de mon clan.                                                |
| 37                | [… wa?]-ar-di-szu                                                                     | [...] de son esclave.                                                                             |
| 38                | […] x-szu                                                                             | [...] son [...]"                                                                                  |
| Septième strophe  |                                                                                       |                                                                                                   |
| 39                | […]                                                                                   | [...]                                                                                             |
| 40                | […] x-ar-ki-isz                                                                       | ?                                                                                                 |
| 41                | […] x-ra-ah,-ku                                                                       | ?                                                                                                 |
| 42                | […] x-ar-szu tu-ma-i-szu                                                              | [...] lui [...] sqn [...]                                                                         |
| 43                | […] x-szu-li-wa-szu ka-qa2-ar-szu                                                     | [...], il l'a élevé sur la terre.                                                                 |
| 44                | […] ta-x […] sza-ma-an a-si-im                                                        | [...] avec l'huile d'un médecin.                                                                  |
| 45                | […] a-ak-la u3 li-bi-us-su2 ik-tu-um                                                  | [...], il [lui] a donné de la nourriture et ses vêtements.                                        |
| 46                | […] x-s,u2-um-ma li-ib-ba-su2 u2-sza/ta?-an-me-er                                     | [...], il a remonté le moral.                                                                     |
| 47                | i-ta-u2-szu ta-ap-sze-h,a-at t,u2-ub szi-ri-szu                                       | et lui parla du soulagement que sa bonne santé (apporterait)."                                    |
| Huitième strophe  |                                                                                       |                                                                                                   |
| 48                | ši-ib-bu-uk e-de-el li-ib-bu-uk la i-le-em-mi-in                                      | « Ceins tes reins, ne te décourage pas,                                                           |
| 49                | ga-am-ra ša-na-tu u4-mu ša am-la-u2-ni du-ul-la                                       | Les années sont finies, les jours que j'ai remplis de travail.                                    |
| 50                | šu-um-ma-ma-an la qa2-bi-ya-at a-na ba-la-t,i-im                                      | Si tu n'avais pas été fait pour la vie,                                                           |
| 51                | ki-ma-ma-an te-le-'i di-ya-am ka-ab-ta ku-ul-la-ti-iš-šu ta-aš-du-ud                  | Comment aurais-tu pu souffrir jusqu'au bout de cette grave maladie ?                              |
| 52                | ta-mu-ur pu-usz-qa2-am i-s,a-bi ka-li-ma                                              | Tu as éprouvé de la détresse, mais mon [...] est retiré :                                         |
| 53                | tu-usz-ta-ag-me-er-ma bi-il-ta-szu ka-bi-it-ta ta-asz-szi                             | Tu as porté son lourd fardeau jusqu’à son terme.                                                  |
| 54                | isz-ti-i-qu2-uk pa-da-nu-um pe2-ti-i-ku                                               | Les gens t'ont [...], mais [maintenant] la voie est ouverte pour toi,                             |
| 55                | isz-ra-at-ku t,u2-du-um u3 sza-ki-in-ku re-mu-um                                      | Ton chemin est droit et la compassion t'est accordée,                                             |
| 56                | ah,-re-ti-isz u4-mi la ta-ma-asz-szu-u2 il-ka                                         | Toi qui dans les jours à venir n'oublieras pas [ton] dieu,                                        |
| 57                | ba-ni-ka ki ta-da-am-mi-qu2-nim a-at-ta                                               | Ton créateur, et que tu es bien favorisé.                                                         |
| Neuvième strophe  |                                                                                       |                                                                                                   |
| 58                | a-na il-ka ba-nu-uk tu-ku-ul-tu-uk                                                    | Je suis ton dieu, ton créateur, ton secours.                                                      |
| 59                | e-ru-kum ma-as,-s,a-ru-ia u3 da-an-nu-ku-[um]                                         | Mes gardes veillent sur toi avec puissance pour ta [protection].                                  |
| 60                | a-sza3 ma-ar-qi2-us-su2 i-pe2-et-ti-[ku-um]                                           | Je t'ouvrirai un lieu de refuge,                                                                  |
| 61                | a-pa-al-la-asz-ku-um-ma da-ri-isz ba-la-t,a-[am]                                      | Je te donnerai la vie éternelle.                                                                  |
| 62                | u3 a-at-ta e-te-ep-s,i ub-bu-la-am pu-szu-usz                                         | Quant à toi, oins sans tache les assoiffés,                                                       |
| 63                | em-s,a szu-ki-il szi-qi2 s,a-mi-ia ma-mi                                              | Nourris les affamés, donne à boire à ceux qui ont soif.                                           |
| 64                | u3 sza usz-pu-ma isz-ta-ab-bu-ba i-[…]                                                | Mais celui qui a jeté des sortilèges, [dont] [...] ont [...],                                     |
| 65                | li-it,-t,u2-ul ak-li-isz-ka li-zu-ub li-h,u-ur u3 li-ih,-[h,a-ra-mi-it,]              | Qu'il regarde ta nourriture tandis qu'il fond, coule et se dissout.                               |
| 66                | pa-ti-ye-et-ku a-bu-ul szu-ul-mi-im u3 ba-la-t,i-im                                   | Pour toi la porte de la prospérité et de la vie est ouverte,                                      |
| 67                | mu-um-ma qe2-er-bu-usz e-ru-ub s,i-i lu sza-al-ma-a-at                                | [...] Entre et sors de là, et prospère. »                                                         |
| Dixième strophe   |                                                                                       |                                                                                                   |
| 68                | szu-sze-er pa-da-nu-usz pe2-te t,u2-du-usz un-ne-en a-ar-di-ka li-ri-id a-na li-bi-ka | Aplanis son chemin, ouvre son sentier, que la prière de ton serviteur pénètre dans ton esprit.    |
| 69                | ka-al-ba-nu-um                                                                        | Kalbanum                                                                                          |

### Publications primaires
- Jean Nougayrol, « Une version ancienne du "juste souffrant" », Revue Biblique, vol. 59,‎ 1952 pl. vii and viii (text)
- W. von Soden, « Zum altbabylonischen Gedicht von schuldlos Leidenden », Orientalia - Nova Series (OrNS), vol. 26,‎ 1957, p. 315–319 (with collations)
- W. G. Lambert, Babylonian Wisdom Literature, Clarendon Press, 1960, p. 10
- W. von Soden, « Das Fragen nach der Gerechtigkeit Gottes im Alten Orient », Mittheilungen der Deutschen Orient-Gesellschaft, vol. 96,‎ 1965, p. 46–48
- W. G. Lambert, Language, Literature, and History: Philological and Historical Studies Presented to Erica Reiner, American Oriental Society, 1987, 187–202 p., « A Further Attempt at the Babylonian “Man and his God” » edition, with collations
- W. von Soden, Texte aus der Umwelt des Alten Testaments (TUAT) III/1, Gutersloher Verlaghaus, 1990, 135–149 p., « Weisheitstexte » (translation)
- Benjamin R. Foster, Before the Muses: An Anthology of Akkadian Literature, CDL Press, 2005, 148–150 p.